# Joe Harris
Joe Malcolm Harris (nascut el 7 de setembre de 1991 a Chelan, Washington) és un jugador de bàsquet estatunidenc que pertany a la plantilla dels Brooklyn Nets. Va jugar bàsquet universitari per la Universitat de Virgínia.